# Nunilo d'Astúries
Nunilo (fl. 788-791), segons les cròniques, va ser reina consort d'Astúries com a esposa del rei Beremund I.
No es coneixen dades sobre la vida d'aquesta reina més enllà del seu matrimoni amb el rei Beremund I el Diaca. El seu nom només apareix esmentat a les cròniques de Lucas de Tui i de Rodrigo Jiménez de Rada. No hi ha altres proves o testimonis que demostrin la seva historicitat. Al segle xvi, Ambrosio de Morales va dir que aquesta informació no tenia fonament basant-se en un epitafi de la primitiva església de San Juan de Corias, i que en realitat es tractava d'una dona anomenada Ossenda.
Altres autors, com Enrique Flórez, van combinar les dades cronístiques amb les de l'epitafi i van crear la personalitat d'Ossenda Nunilona. No obstant això, la inscripció sobre Beremund i Ossenda a Corias, actualment inexistent, sembla que fa referència al rei Beremund II i no a Beremund I, d'acord amb informació i tradicions conservades per la mateixa església. Al llarg dels segles diversos historiadors s'han posicionat entre aquests dos monarques i fins i tot amb Beremund III. No es descarta el fet que fos una invenció de la comunitat monàstica, una pràctica habitual a l'edat mitjana per donar prestigi als orígens del monestir.
D'aquesta reina n'hauria nascut, entre d'altres fills, el futur rei Ramir I d'Astúries.